# Dulitellus
Genre
Synonymes
- Sampitius Roewer, 1935

Dulitellus est un genre d'opilions laniatores de la famille des Trionyxellidae.

## Distribution
Les espèces de ce genre sont endémiques de Bornéo.

## Liste des espèces
Selon World Catalogue of Opiliones (25/06/2021) :
- Dulitellus maculatus Roewer, 1935
- Dulitellus opacus (Roewer, 1935)
- Dulitellus sarawakensis Suzuki, 1969

## Publication originale
- Roewer, 1935 : « Alte und neue Assamiidae. Weitere Weberknechte VIII (8. Ergänzung der "Weberknechte der Erde" 1923). » Veröffentlichungen aus dem Deutschen Kolonial- und Übersee-Museum in Bremen, vol. 1, no 3, p. 1–168.